# Canton Island Airport

i8
i11
i13
Der Canton Island Airport (IATA-Code: CIS, ICAO-Code: PCIS) ist ein für den Linienverkehr stillgelegter Flughafen auf der kiribatischen Insel Kanton im Pazifik. Er steht nur noch als Notlandeplatz zur Verfügung.

## Geschichte
Der Flughafen wurde zwischen 1938 und 1939 von Pan American Airways als Zwischenlandeplatz auf der Strecke von Hawaii nach Neuseeland errichtet. Während des Zweiten Weltkrieges bauten die Vereinigten Staaten ihre militärischen Stellungen in der Region aus. Bis Januar 1942 sollte der Canton Airport für B-17-Bomber ausgebaut werden, was bis 28. Dezember 1942 abgeschlossen wurde. Bereits 1939 einigte man sich mit den Briten auf eine gemeinsame Verwaltung der Insel.
Der Flughafen wurde im Laufe des Weltkrieges, insbesondere bis 1943, durch die United States Army Air Forces genutzt. Am 1. November 1943 bombardierte ein japanisches U-Boot den Flughafen. Nach Kriegsende wurde er zivilen Aufgaben übergeben.
In den 1950er Jahren war der Flughafen ein häufig genutzter Zwischenlandeplatz für Pan American Airways, British Commonwealth Pacific Airlines, Qantas und Canadian Pacific Air Lines. Mit der Entwicklung von Flugzeugen mit größerer Reichweite, etwa ab Anfang der 1960er Jahre, nahm die Bedeutung des Canton Island Airport deutlich ab. 1965 wurde der Linienflugverkehr eingestellt und 1975 der Flughafen geschlossen.

## Zwischenfälle
- Am 26. April 1962 verunglückte eine Lockheed L-749A Constellation der US-amerikanischen Luftfahrtbehörde Federal Aviation Administration (Luftfahrzeugkennzeichen N116A) bei der Landung auf dem Flughafen Canton Island (heute Kiribati). Während des Trainingsflugs hatte sich der Propeller Nr. 4 (rechts außen) unbemerkt in den Modus für Umkehrschub verstellt. Beim Aufsetzen schlug die rechte Tragflächenspitze auf dem Boden auf, woraufhin sich das Flugzeug überschlug und in Rückenlage in knapp einem Meter tiefen Wasser zum Liegen kam. Dabei kamen fünf Insassen ums Leben, alle vier Besatzungsmitglieder und einer der beiden Passagiere.[6][7]

## Trivia
- Anfang März 1941 trafen sich dort zufällig Noël Coward und Louis Castex und reisten gemeinsam nach Hawaii weiter.[8]